# Uta de Naumburgo

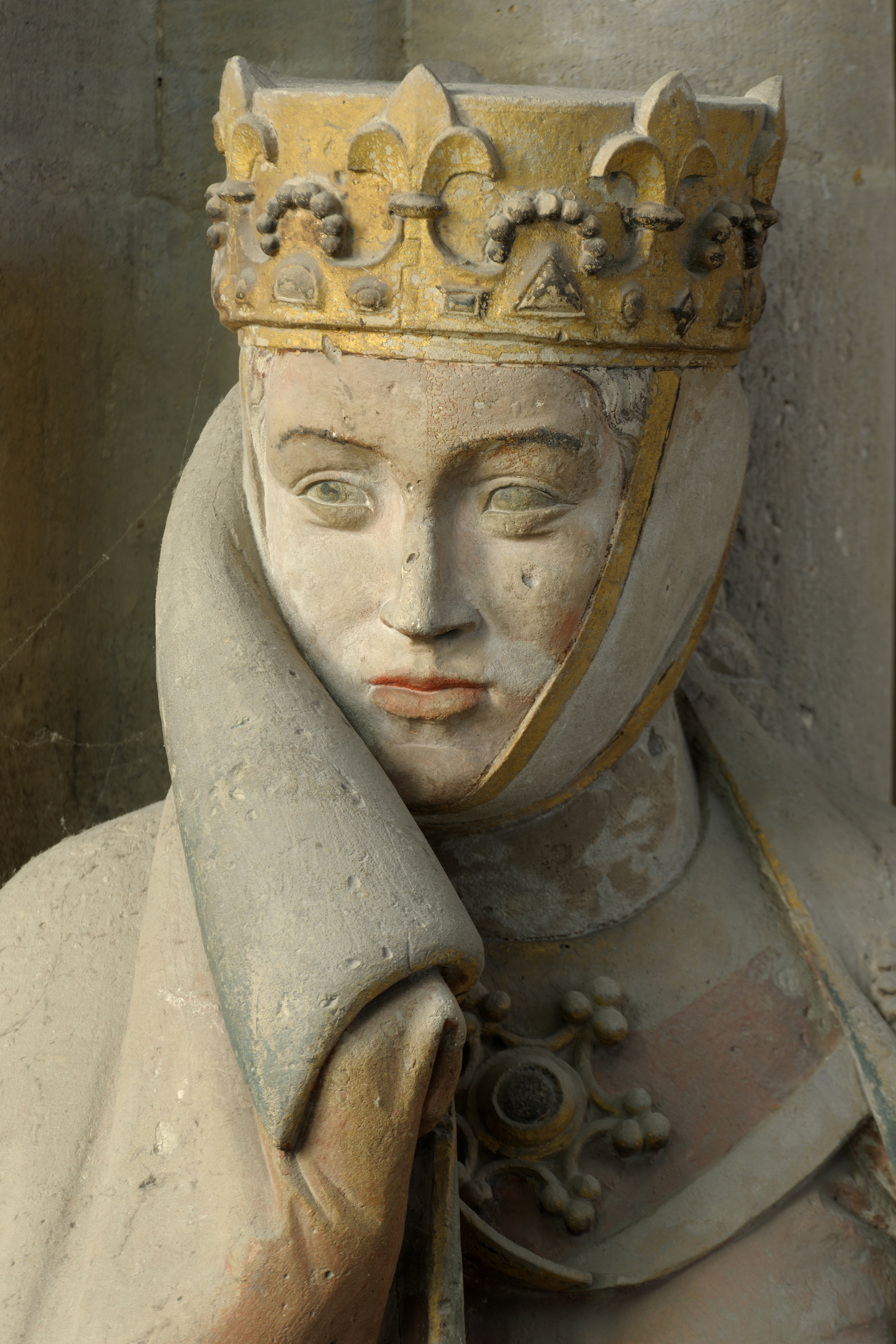
Detalle del rostro de la figura de Uta de Naumburgo.

La estatua conocida como Uta de Naumburgo (Uta von Naumburg en alemán) es una de las obras escultóricas más significativas del gótico alemán. Representa a la margravina de Misnia, Uta de Ballenstedt (1000-1046). La figura en piedra policromada fue realizada a mediados del siglo XIII por el llamado «Maestro de Naumburgo». Se encuentra en el ábside occidental de la catedral de Naumburgo, que está separado del resto del edificio por un coro alto. Es la más conocida de las doce estatuas que representan a los doce fundadores de una antigua capilla, alrededor de la cual se construyó en el siglo XIII la actual catedral. Esta estatua es una de las más famosas del período gótico alemán, y habría inspirado el dibujo del personaje de la madrastra de Blancanieves y los siete enanitos de Walt Disney.

## La figura
Se supone que la escultura representa a Uta de Ballenstedt (Uta von Ballenstedt en alemán), nacida alrededor de 1000 en Ballenstedt y fallecida antes del 23 de octubre del 1046. Casó con el margrave Ecardo II de Misnia (Meissen). Recientemente se ha puesto en duda esta identificación, por lo atípico de su corona y la manera de sujetarse el manto Archivado el 7 de agosto de 2017 en Wayback Machine..

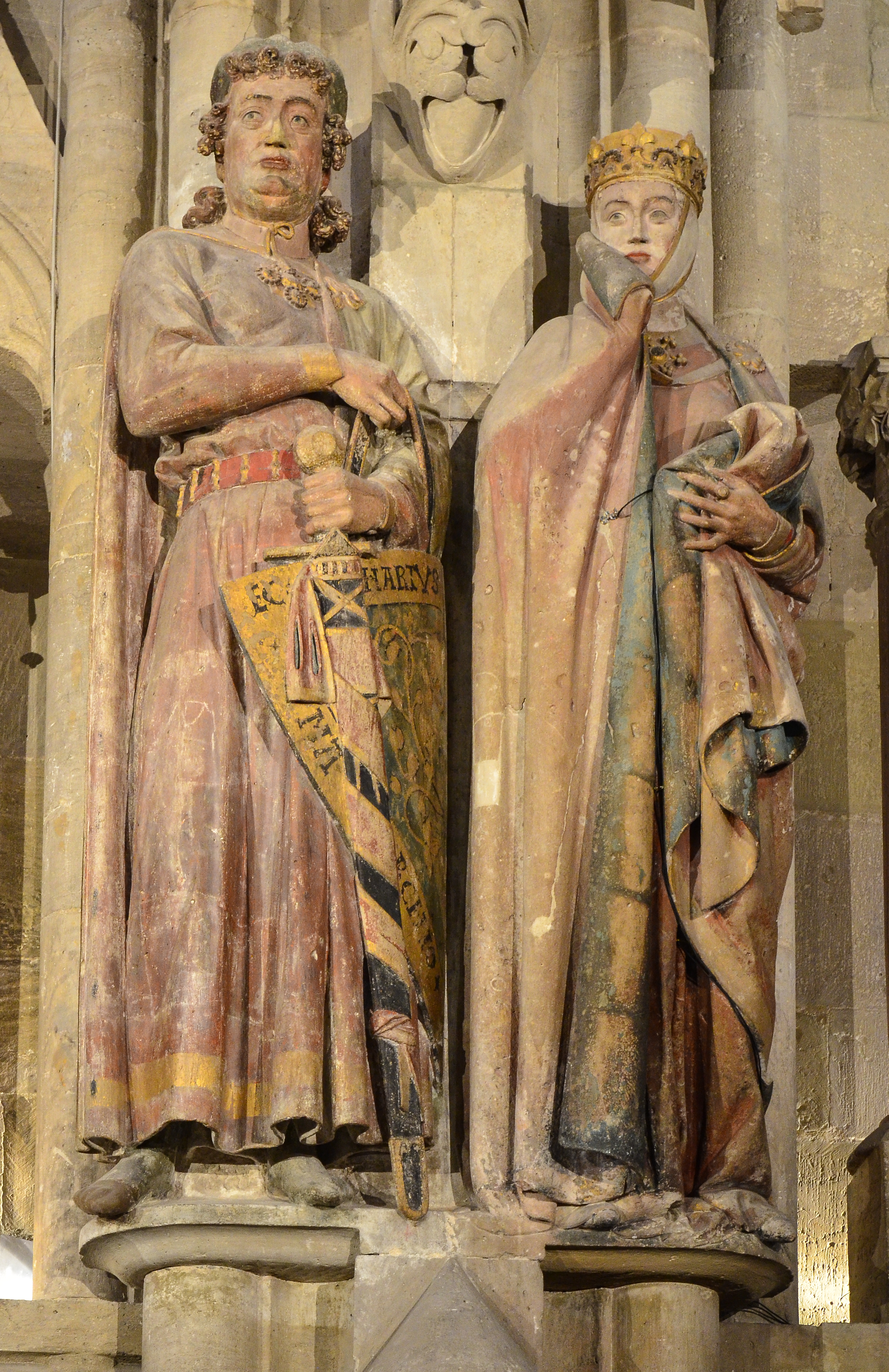
Uta y su esposo Ecardo.

Esta escultura es la obra del Maestro de Naumburgo y data de los años entre 1243 y 1249. Forma parte de un conjunto de 12 figuras que representan a los fundadores de una antigua capilla, alrededor de la cual se construyó la actual catedral. Las figuras de los fundadores, fallecidos más de doscientos años antes de la realización de las esculturas, aparecen como personalidades caracterizadas de forma extraordinariamente individual. Están dispuestas en un semicírculo a lo largo de la pared del ábside. El lenguaje artístico es la culminación de un proceso que en Alemania comenzó alrededor de 1200 y cuyo objetivo era superar la representación estandarizada de personas, típica del Románico. La individualización se conseguía enfatizando rasgos característicos, como gestos o movimientos que marquen la personalidad de la figura. A esta nueva forma artística se une la idea, revolucionaria para su tiempo, de representar en el ámbito especial del coro figuras seculares en lugar de figuras de santos. Colocar estatuas individualizadas de fundadores y figuras laicas de alto rango en el coro es inusual y nuevo. La tradición era colocar solo a Cristo, la Virgen o los santos. Parece que el Maestro de Naumburgo fue el escultor y también el arquitecto de la catedral, lo que explica este sesgo en la construcción.

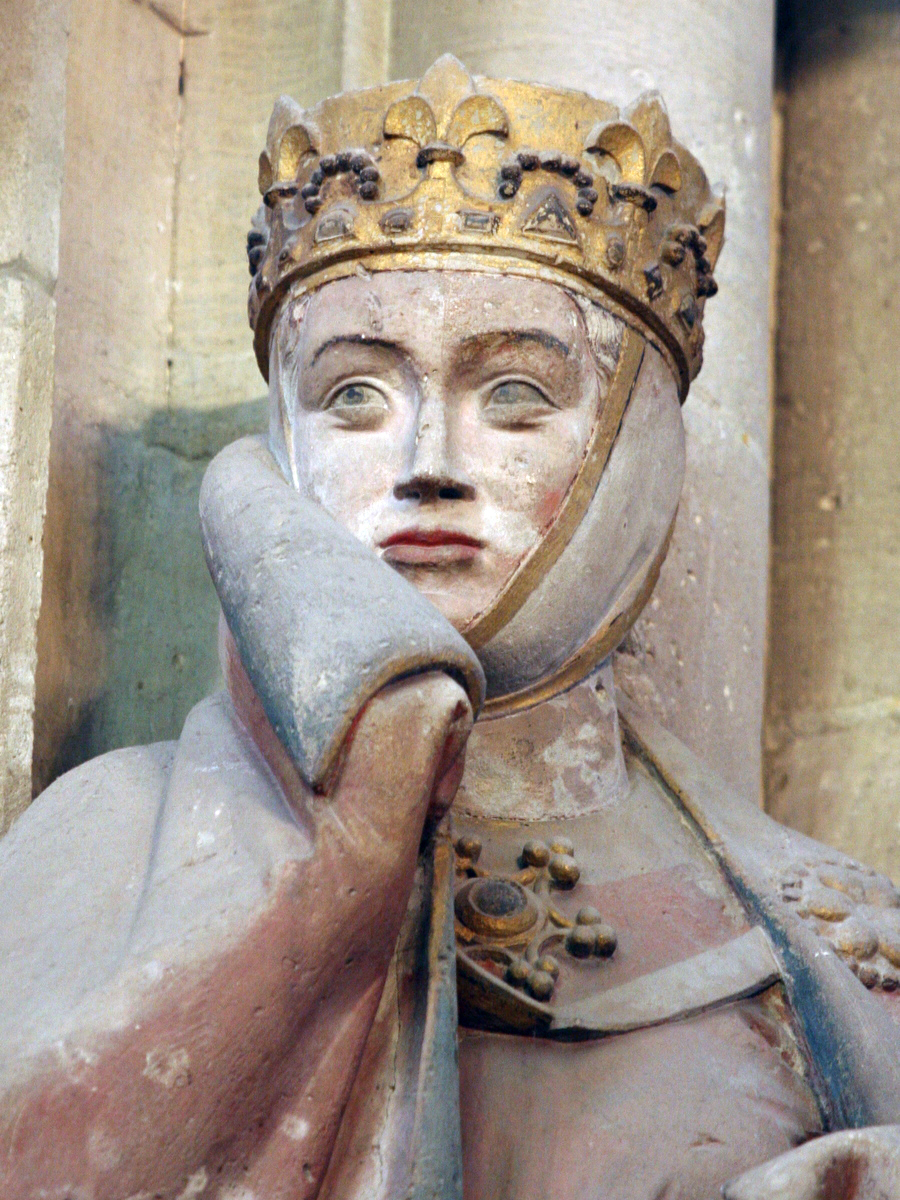
Detalle del rostro. Se aprecia el perfil del brazo bajo el manto.

Las huellas de los canteros de Naumburgo pueden seguirse hasta Meissen. Sobre todo la figura singular y totalmente novedosa de Uta es famosa en la Historia del Arte por ser una de las creaciones más geniales del arte escultórico alemán.
Uta luce una corona finamente elaborada de flores de lis cuajada de piedras preciosas y de perlas. Debajo de la corona lleva —como era obligación para las mujeres casadas de la época— el pelo recogido en una trenza y sujeto con un Gebende, un tocado parecido al capiello, sujeto por una banda de lino característica del siglo XIII, que cubría la barbilla, las orejas y las mejillas. Su mirada se dirige al altar. La expresión concentrada y reflexiva del rostro transmite una intensa vida interior. Lleva un traje de invierno: un manto rojo bordeado de oro forrado con piel de ardilla petit-gris, lo que transmite impresión de dignidad. Por debajo lleva una sobrevesta de seda de un rojo más claro que el del manto, con un alfiler de oro abrochado en la garganta. Como protegiéndose del frío, Uta levanta el cuello de la capa, bajo la que se adivinan la silueta del brazo y la mano sosteniendo el manto. Con la izquierda, Uta mantiene la capa pegada al torso. El efecto es de una expresividad y un realismo fascinantes, casi modernos. Aun siendo las manos expresivamente dinámicas, la figura da impresión de estabilidad. Aun protegiéndose bajo la capa, Uta transmite aplomo y distinción. Esta forma de representar a una dama noble es algo absolutamente novedoso en la escultura alemana de la Edad Media.
Su actitud y su vestimenta recuerdan a las estatuas de las catedrales de Reims, París o Amiens. El maestro de Naumburgo entendió la diferencia en estructuras, telas y detalles de la anatomía con extraordinaria precisión.

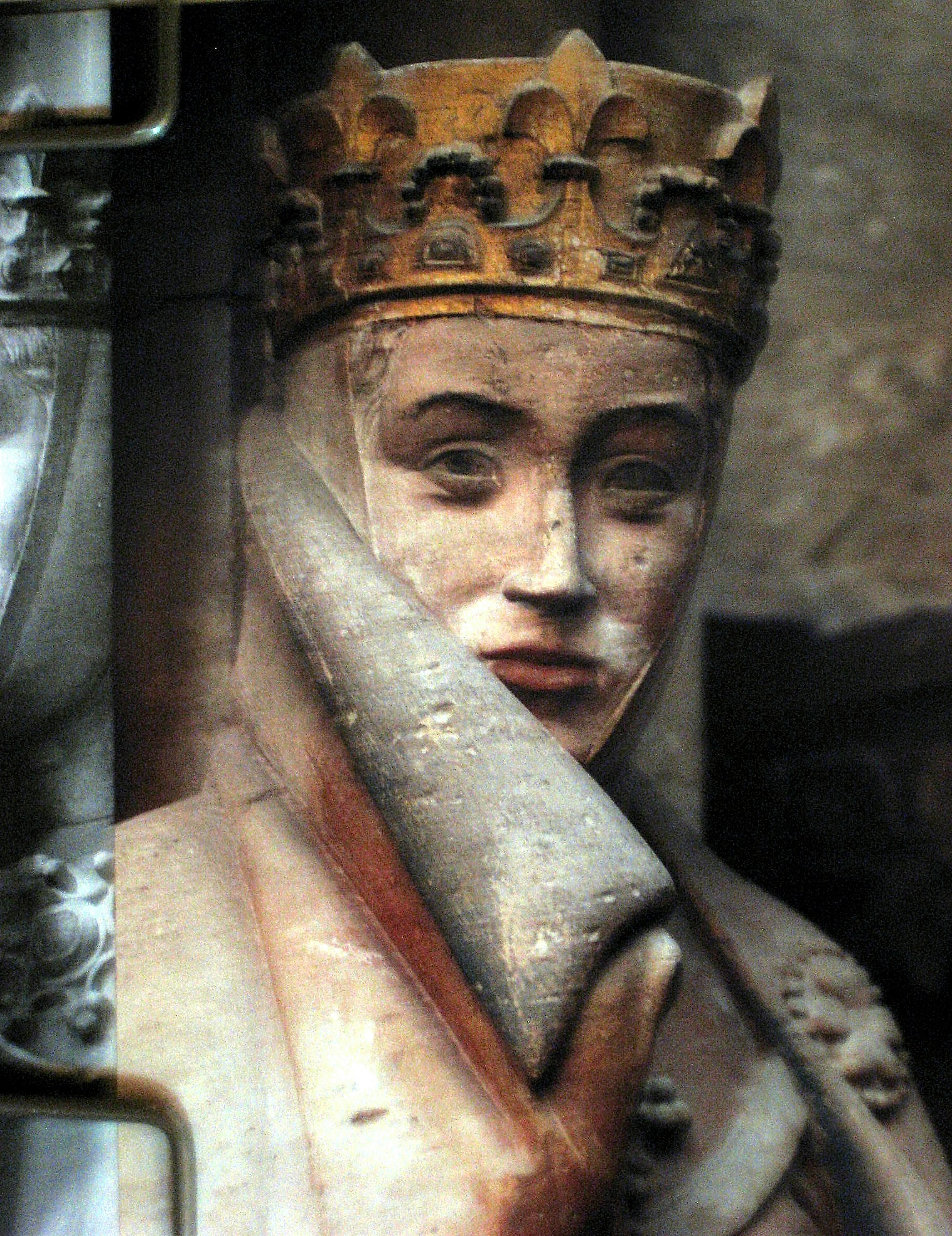
Detalle del rostro. La mirada es excepcionalmente moderna para una figura del.

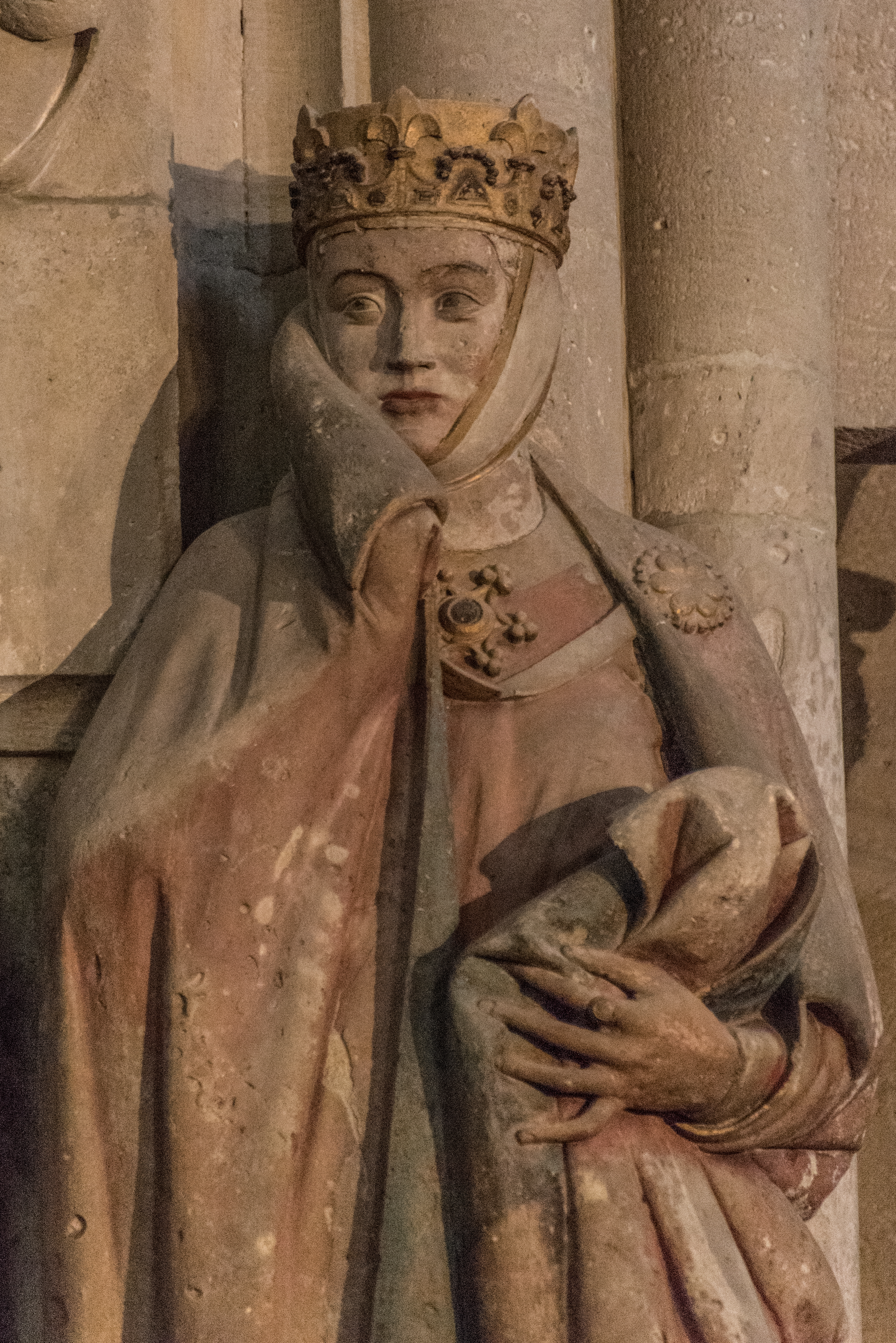
El realismo de la figura es extraordinario.

Hacia fines del siglo XIX, la figura de la margravina Uta alcanzó una significación especial. Con el desarrollo de la fotografía y la publicación de guías ilustradas del arte alemán, la estatua de Uta se colocó en una posición central. En general se obviaba la posición de Uta en el semicírculo de los fundadores (Gerburga, Conrado, Hermann, Reglindis, Dietmar, Sizzo, Guillermo, Timo, Ecardo, Gepa y Dietrich), y se la trataba como figura única. De todas las figuras de los fundadores, sólo Uta es conocida por su nombre por el público en general, fuera de los círculos académicos. De este modo, el mito de Uta se hizo cada vez más grande. La cima de esta veneración se alcanzó bajo la dictadura nacionalsocialista, que elevó la figura a expresión de un supuesto ideal de la mujer alemana. En los hogares se hizo común tener representaciones a escala de Uta junto al Jinete de Bamberg, como iconos del ideal del hombre y la mujer alemanes.

## Honores
Umberto Eco honró la figura de Uta de Naumburgo de manera muy especial. En una entrevista concedida para el periódico Süddeutsche Zeitung afirmó: «Si me preguntasen con qué mujer de la Historia del Arte iría a cenar, esa sería Uta de Naumburgo». (Publicado en: Holger Kunde: Der Dom zu Naumburg. Michael Imhof Verlag, Petersberg 2011, pág. 26).
Parece que Walt Disney se inspiró en la vestimenta de esta escultura para el personaje de la malvada madrastra en su dibujo animado de Blancanieves y los siete enanitos estrenada en 1937.

## Literatura (en alemán)
- Wolfgang Ullrich: Uta von Naumburg. Eine deutsche Ikone. Wagenbach, Berlín 2005, ISBN 3-8031-2523-5.
- Helga Wäß: Die Wandskulpturen im Naumburger Dom. Band 2. En: Helga Wäß: Form und Wahrnehmung mitteldeutscher Gedächtnisskulptur im 14. Jahrhundert. Edition Tenea, Berlín 2006, ISBN 3-86504-159-0, págs. 467 y ss.
  1. Ein Beitrag zu mittelalterlichen Grabmonumenten, Epitaphen und Kuriosa in Sachsen, Sachsen-Anhalt, Thüringen, Nord-Hessen, Ost-Westfalen und Südniedersachsen.
  2. Katalog ausgewählter Objekte vom Hohen Mittelalter bis zum Anfang des 15. Jahrhundert
- Wolfgang Hartmann: Vom Main zur Burg Trifels – vom Kloster Hirsau zum Naumburger Dom. Auf hochmittelalterlichen Spuren des fränkischen Adelsgeschlechts der Reginbodonen. Veröffentlichungen des Geschichts- und Kunstvereins Aschaffenburg e. V. Bd. 52. Aschaffenburg 2004, ISBN 3-87965-098-5.
- Folkhard Cremer: Der antistaufische Figurenzyklus im Naumburger Westchor und warum es darin keine Uta von Ballenstedt gibt. En: Das Münster. 51.1998, págs. 262–270 (una interpretación diferente de la escultura).
- Michael Imhof, Holger Kunde: Uta von Naumburg. Michael Imhof Verlag, Petersberg 2011, ISBN 978-3-86568-655-8.
- Gerhard Straehle: Der Naumburger Stifterzyklus. Elf Stifter und der Erschlagene im Westchor (Synodal-Chor) des Naumburger Doms. (= Die Blauen Bücher). Verlag Langewiesche, Königstein i. Ts. 2012, ISBN 978-3-7845-2960-8.

- Datos: Q186494
- Multimedia: Stifterfigur Uta von Naumburg / Q186494